# Schulzensee (Starsow)
Der Schulzensee bei Starsow ist einer von drei Seen mit diesem Namen im Stadtgebiet von Mirow im Landkreis Mecklenburgische Seenplatte, Mecklenburg-Vorpommern. Der kleinere Schulzensee nahe dem Mirower See liegt 2 Kilometer, der größere Schulzensee beim Ortsteil Peetsch 4,2 Kilometer entfernt.
Der annähernd kreisrunde See hat eine Größe von 13,1 Hektar bei einem Durchmesser von 400 Meter. Ein Graben führt ihm Wasser aus den nördlich angrenzenden Wiesen zu. Auf seiner Ostseite entwässert ein Graben zum Mirower Kanal und damit zur Havel.
An seinem Südufer liegt der Ort Starsow, von wo ein direkter, aber nicht öffentlicher Zugang zum See möglich ist. Im Westen schließt der Dobbertiner Klosterforst Mirow an. Die übrigen Ufer sind von Wiesen und Feldern umgeben. Am Ostufer existierte eine Badestelle in unmittelbarer Nähe zur Straße von Mirow nach Schwarz. Der See wird nördlich von einem mittlerweile zurückgebauten Teilstück der Bahnstrecke Wittenberge–Strasburg umgangen.

## Nachweise
1. ↑  Geodatenviewer des Amtes für Geoinformation, Vermessungs- und Katasterwesen Mecklenburg-Vorpommern (Hinweise)